# Teddy Davison
John Edward Davison-detto Teddy- (Gateshead, 2 settembre 1887 – Sheffield, 1º febbraio 1971) è stato un calciatore e allenatore di calcio inglese, di ruolo portiere.

## Carriera

### Club
Ha giocato tutta la carriera con la maglia dello Sheffield United, club che ha anche allenato per 20 anni tra il 1932 e il 1952.

### Nazionale
L'unica presenza che collezionò in Nazionale risale al 1922, durante un'amichevole contro il Galles.

## Palmarès

### Allenatore

#### Competizioni nazionali
- Third Division North: 1

Chesterfield: 1930-1931